# Valle de Lierp
Valle de Lierp (La Vall de Lierp auf Katalanisch; Val de Lierp auf Aragonesisch) ist eine Gemeinde in der Provinz Huesca in der Autonomen Gemeinschaft Aragonien in Spanien. Sie liegt in der Comarca Ribagorza. Die Gran Geografía Comarcal del GREC rechnet die Gemeinde zum katalanischsprachigen Gebiet Aragoniens (Franja de Aragón).

## Gemeindegebiet
Valle de Lierp umfasst die Ortschaften:
- Egea
- Padarníu
- Pueyo
- Reperós (heute unbewohnt)
- Sala
- Serrate

## Bevölkerungsentwicklung
| 1991 | 1996 | 2001 | 2004 |
| ---- | ---- | ---- | ---- |
| 61   | 63   | 51   | 49   |